# 孙志洋
孙志洋（1974年5月—），男，汉族，吉林扶余人。1992年10月加入中国共产党，1997年7月参加工作，毕业于吉林工业大学汽车拖拉机专业，吉林大学工商管理硕士，正高级工程师。曾任中国第一汽车集团有限公司副总经理、广东省人民政府副省长，现任中共广州市委副书记，广州市人民政府市长。

## 生平
孙志洋于1993年考入吉林工业大学（2000年并入吉林大学）工程技术装备学院，学习该校的汽车拖拉机专业。本科毕业后进入长春汽车研究所工作，并自2001年起长期在中国第一汽车集团工作。2021年3月18日起担任广东省人民政府副省长。2023年10月任中共广州市委副书记、广州市人民政府副市长、代理市长。并于同年11月辞去广东省人民政府副省长一职。翌年1月18日，正式被广州市第十六届人民代表大会第四次会议选为广州市市长。